# 1108 هـ
ألف ومئة وثمانية 1108 هـ هي سنة في التقويم الهجري امتدت مقابلةً في التقويم الميلادي بين سنتي 1696 و1697.

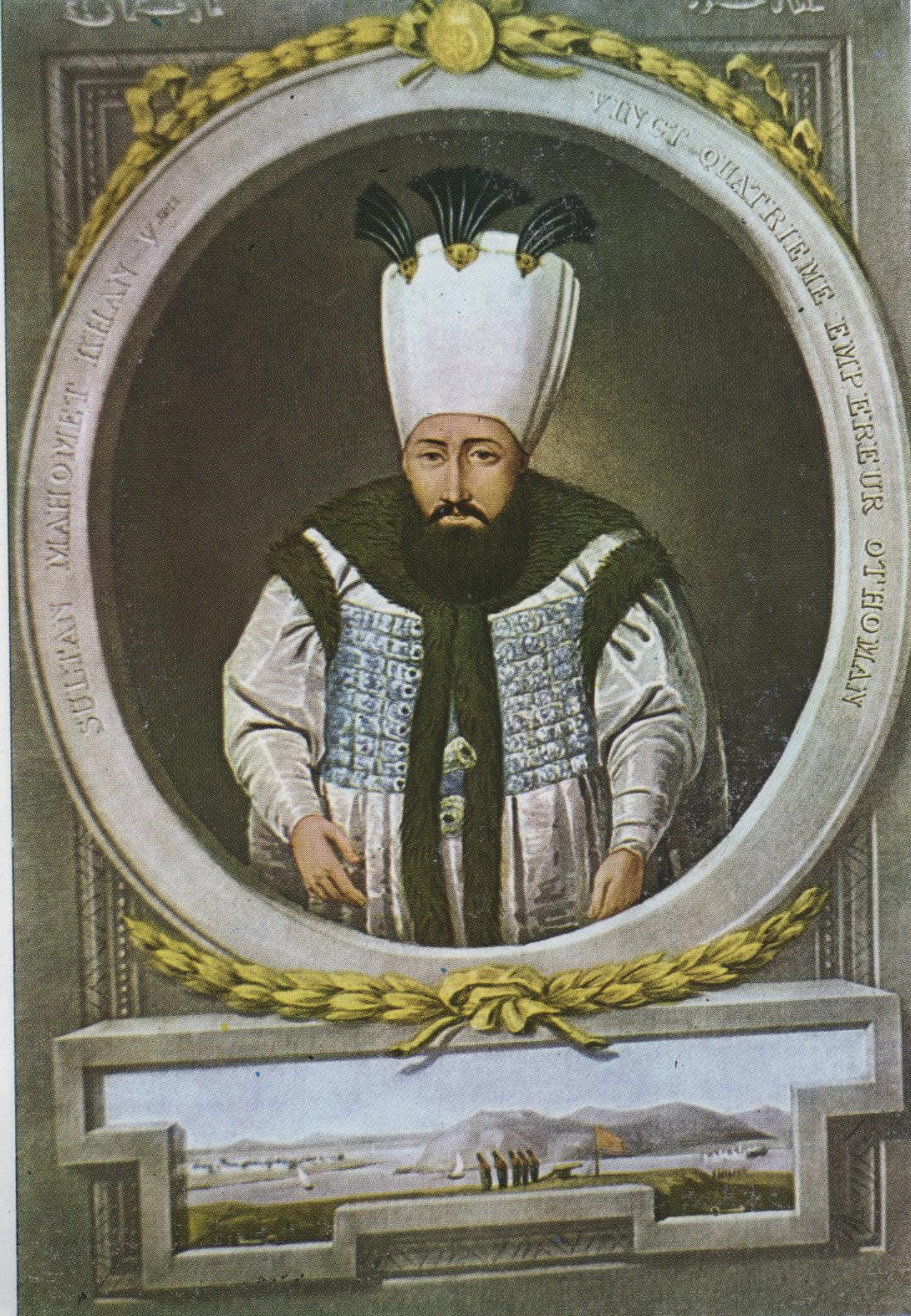
محمود الأول

## أحداث
- امير عنيزة فوزان بن حميدان السبيعي يغزو بريدة ويستبيحها.

## مواليد
- محمود الأول

## وفيات
- صالح بن مهدي المقبلي